# تتسویا تاناکا
تتسویا تاناکا (ژاپنی: 田中 哲也؛ زادهٔ ۲۷ ژوئیهٔ ۱۹۷۱) یک بازیکن فوتبال اهل ژاپن است.
از باشگاه‌هایی که در آن بازی کرده‌است می‌توان به باشگاه فوتبال سانفریس هیروشیما، باشگاه فوتبال ویسل کوبه و باشگاه فوتبال ساگان توسو اشاره کرد.